# 게이세이시스이역
게이세이시스이역(일본어: 京成酒々井駅)은 일본 지바현 인바군 시스이정에 위치한 게이세이 전철 게이세이 본선의 철도역이다. 역 번호는 KS 37이며, 상대식 승강장 2면 2선의 구조를 갖춘 지상역이다.

## 타는 곳
| 1 | 게이세이 본선 | 상행 | 닛포리・게이세이우에노・오시아게・ 도영 아사쿠사 선・ 게이큐 선 방면 |
| 2 | 게이세이 본선 | 하행 | 나리타 공항 · 히가시나리타 방면                                      |

## 이용 현황
| 승차 인원 추이 | 승차 인원 추이     |
| 연도           | 1일 평균 승차 인원 |
| -------------- | ------------------ |
| 1998년         | 3,971              |
| 1999년         | 3,846              |
| 2000년         | 3,751              |
| 2001년         | 3,712              |
| 2002년         | 3,548              |
| 2003년         | 3,516              |
| 2004년         | 3,427              |
| 2005년         | 3,311              |
| 2006년         | 3,291              |
| 2007년         | 3,387              |
| 2008년         | 3,433              |
| 2009년         | 3,352              |
| 2010년         | 3,349              |
| 2011년         | 3,204              |
| 2012년         | 3,153              |
| 2013년         | 3,442              |

## 역 주변
- JR 동일본 나리타선 시스이역
- 준텐도 대학 사쿠라 캠퍼스

## 인접 역
| 게이세이 전철 게이세이 본선        | 게이세이 전철 게이세이 본선 | 게이세이 전철 게이세이 본선     |
| ---------------------------------- | --------------------------- | ------------------------------- |
| KS 36 오사쿠라 게이세이우에노 방면 | 게이세이 본선               | 소고산도 KS 38 나리타 공항 방면 |